# Municipio Caquiaviri
Das Municipio Caquiaviri liegt im Departamento La Paz im südamerikanischen Anden-Staat Bolivien.

## Lage im Nahraum
Das Municipio Caquiaviri ist eines von acht Municipios der Provinz Pacajes und liegt im nordwestlichen Teil der Provinz. Es grenzt im Norden und Westen an die Provinz Ingavi und an das Municipio Nazacara de Pacajes, im Südwesten an das Municipio Charaña, im Süden an das Municipio Calacoto, im Südosten an das Municipio Coro Coro und im Osten an das Municipio Comanche.
Das Municipio umfasst 123 Ortschaften (localidades), der zentrale Ort des Municipios ist Caquiaviri mit 497 Einwohnern im nordöstlichen Teil des Municipios, die größte Ortschaft ist Achiri mit 556 Einwohnern. (Volkszählung 2012)

## Geographie
Das Municipio Caquiaviri liegt auf einer mittleren Höhe von 3900 m südlich des Titicacasees auf dem bolivianischen Altiplano zwischen den Anden-Gebirgsketten der Cordillera Occidental im Westen und der Cordillera Central im Osten.
Die mittlere Jahrestemperatur der Region liegt bei 8 °C, der Jahresniederschlag beträgt 500 mm (siehe Klimadiagramm Nazacara). Die Region weist ein ausgeprägtes Tageszeitenklima auf, die Monatsdurchschnittstemperaturen schwanken nur unwesentlich zwischen 5 °C im Juli und 10 °C im Dezember. Die Monatsniederschläge liegen zwischen unter 10 mm von Mai bis August und bei 100 bis 125 mm im Januar und Februar.

## Bevölkerung
Die Einwohnerzahl des Municipios Caquiaviri ist zwischen 1992 und 2024 um etwa die Hälfte angestiegen:
| Jahr | Einwohner | Quelle       |
| ---- | --------- | ------------ |
| 1992 | 10.036    | Volkszählung |
| 2001 | 11.901    | Volkszählung |
| 2012 | 14.570    | Volkszählung |
| 2024 | 15.464    | Volkszählung |

Das Municipio hatte bei der letzten Volkszählung im Jahr 2024 eine Bevölkerungsdichte von 9,9 Einwohnern/km², die Lebenserwartung der Neugeborenen im Jahr 2001 lag bei 63,5 Jahren, die Säuglingssterblichkeit war von 7,3 Prozent (1992) auf 5,8 Prozent (2001) gesunken.
Der Alphabetisierungsgrad bei den über 19-Jährigen beträgt 82,5 Prozent, und zwar 94,6 Prozent bei Männern und 70,7 Prozent bei Frauen (2001).
75,3 Prozent der Bevölkerung sprechen Spanisch, 95,7 Prozent sprechen Aymara, und 0,1 Prozent Quechua. (2001)
91,9 Prozent der Bevölkerung haben keinen Zugang zu Elektrizität, 61,9 Prozent leben ohne sanitäre Einrichtung (2001).
52,7 Prozent der insgesamt 4.264 Haushalte besitzen ein Radio, 1,5 Prozent einen Fernseher, 35,5 Prozent ein Fahrrad, 0,6 Prozent ein Motorrad, 0,8 Prozent ein Auto, 0,1 Prozent einen Kühlschrank und 0,1 Prozent ein Telefon. (2001)

## Politik
Ergebnis der Regionalwahlen (concejales del municipio) vom 4. April 2010:
| Wahlberechtigte |  | Stimmen | gültig |  | ML     | MAS-IPSP | UNAMOS-BOLIVIA | CAMBIO | M.P.S. | FPV   |
| --------------- |  | ------- | ------ |  | ------ | -------- | -------------- | ------ | ------ | ----- |
| 4.929           |  | 4.446   | 3.105  |  | 750    | 700      | 670            | 457    | 430    | 98    |
|                 |  | 90,2 %  | 69,8 % |  | 24,2 % | 22,5 %   | 21,6 %         | 14,7 % | 13,8 % | 3,2 % |

Ergebnis der Regionalwahlen (elecciones de autoridades políticas) vom 7. März 2021:
| Wahl- berechtigte |  | Wahl- beteiligung | gültige Stimmen |  | MAS-IPSP | J.A.LLALLA.L.P. | MTS    | PBCSP  | PDC    | C-A    | FPV    |
| ----------------- |  | ----------------- | --------------- |  | -------- | --------------- | ------ | ------ | ------ | ------ | ------ |
| 5.087             |  | 4.262             | 3.670           |  | 1.722    | 1.222           | 226    | 120    | 76     | 69     | 54     |
|                   |  | 83,78 %           | 86,11 %         |  | 46,92 %  | 33,30 %         | 6,16 % | 3,27 % | 2,07 % | 1,88 % | 1,47 % |

## Gliederung
Das Municipio untergliederte sich bei der letzten Volkszählung von 2012 in die folgenden zwölf Kantone (cantones):
- 02-0302-01 Kanton Caquiaviri – 24 Gemeinden – 3.297 Einwohner
- 02-0302-02 Kanton Achiri – 49 Gemeinden – 4.959 Einwohner
- 02-0302-03 Kanton Jihuacuta – 7 Gemeinden – 919 Einwohner
- 02-0302-04 Kanton Kasillunca – 10 Gemeinden – 1.088 Einwohner
- 02-0302-05 Kanton Umala – 2 Gemeinden – 86 Einwohner
- 02-0302-06 Kanton Vichaya – 5 Gemeinden – 669 Einwohner
- 02-0302-07 Kanton Villa Anta – 8 Gemeinden – 1.028 Einwohner
- 02-0302-08 Kanton Villa Chocorosi – 5 Gemeinden – 363 Einwohner
- 02-0302-09 Kanton Antaquira – 7 Gemeinden – 1.032 Einwohner
- 02-0302-10 Kanton Laura Lloko Lloko – 3 Gemeinden – 907 Einwohner
- 02-0302-11 Kanton Tinkachi – 2 Gemeinden – 90 Einwohner
- 02-0302-12 Kanton Chojñapampa – 1 Gemeinde – 132 Einwohner

## Ortschaften im Municipio Caquiaviri
- Kanton Caquiaviri
  - Caquiaviri 497 Einw.

- Kanton Achiri
  - Achiri 556 Einw.

- Kanton Jihuacuta
  - Jihuacuta 47 Einw.

- Kanton Villa Anta
  - Villa Anta 325 Einw.